# (11419) Donjohnson
(11419) Donjohnson est un astéroïde de la ceinture principale.

## Description
(11419) Donjohnson est un astéroïde de la ceinture principale. Il fut découvert le 16 mai 1999 à Kitt Peak par le projet Spacewatch. Il présente une orbite caractérisée par un demi-grand axe de 3,02 UA, une excentricité de 0,08 et une inclinaison de 11,3° par rapport à l'écliptique.

## Compléments